# Архимедова вага
Архимедова вага је справа за мерење густине и специфичне тежине течности на основу величине потиска којом та течност делује на калибрисани тег. Мерењем тежине тега у ваздуху и када је потопљен у течност специфична тежина се израчунава на основу Архимедовог закона.